# (2059) Baboquivari
(2059) Baboquivari es un asteroide perteneciente a los asteroides Amor descubierto el 16 de octubre de 1963 por el equipo del Indiana Asteroid Program desde el Observatorio Goethe Link de Brooklyn, Estados Unidos.

## Designación y nombre
Baboquivari se designó al principio como 1963 UA.
Más adelante, en 1979, fue nombrado por las montañas Baboquivari, residencia sagrada del héroe pápago I'itoi.

## Características orbitales
Baboquivari está situado a una distancia media de 2,647 ua del Sol, pudiendo alejarse hasta 4,047 ua y acercarse hasta 1,246 ua. Su excentricidad es 0,5293 y la inclinación orbital 11,03 grados. Emplea 1573 días en completar una órbita alrededor del Sol.
Baboquivari es un asteroide cercano a la Tierra.

## Características físicas
La magnitud absoluta de Baboquivari es 15,8.